# لی شیانیان
لی شیانیان (به چینی: 李先念، LI XIANNIAN) (زاده ۲۳ ژوئن ۱۹۰۹ – درگذشته ۲۱ ژوئن ۱۹۹۲)، سیاست‌مدار چینی بود. او از ۱۸ ژوئن ۱۹۸۳ تا ۸ آوریل ۱۹۸۸ رئیس‌جمهور این کشور بود.
لی شیانیان در ۲۱ ژوئن ۱۹۹۲، دو روز پیش از ۸۳ سالگی‌اش درگذشت.